# Marabu
Der Marabu (Leptoptilos crumenifer) ist eine in Afrika vorkommende Vogelart aus der Familie der Störche (Ciconiidae) und eine der drei Arten der Gattung Marabus (Leptoptilos). Der Marabu ist im subsaharischen Afrika beheimatet. Auf Grund seiner Anpassungsfähigkeit ist er stellenweise recht häufig und als Abfall- und Unratbeseitiger in menschlichen Siedlungen gern gesehen.

## Kennzeichen

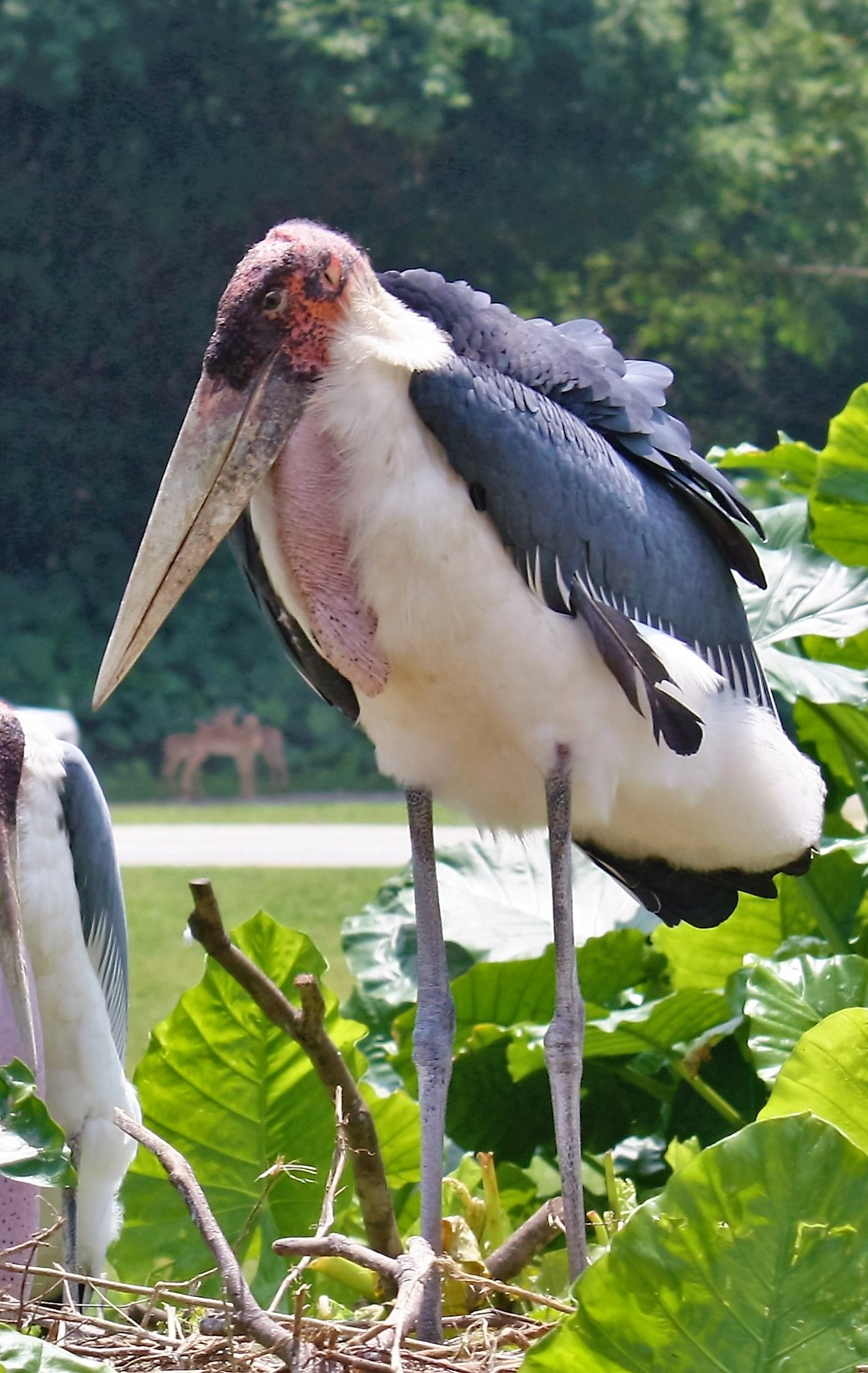
Ein Marabu

Unter den Störchen gehört der Marabu mit einer Körperlänge zwischen 115 und 152 Zentimeter zu den größten Vertretern. Seine Spannweite von 300 cm reicht an die des Andenkondors mit 325 cm heran. 
Kopf und  Hals des Marabus sind nur leicht bedaunt. Der klobige Schnabel ist hornfarben. Sein Gefieder ist am Rücken, Flügel und Schwanz dunkelgrau mit grünem Glanz, die Unterseite ist weiß. Charakteristisch ist auch der Kehlsack, der nicht als Kropf dient. Er dient vermutlich der Wärmeregulierung.

## Lebensweise

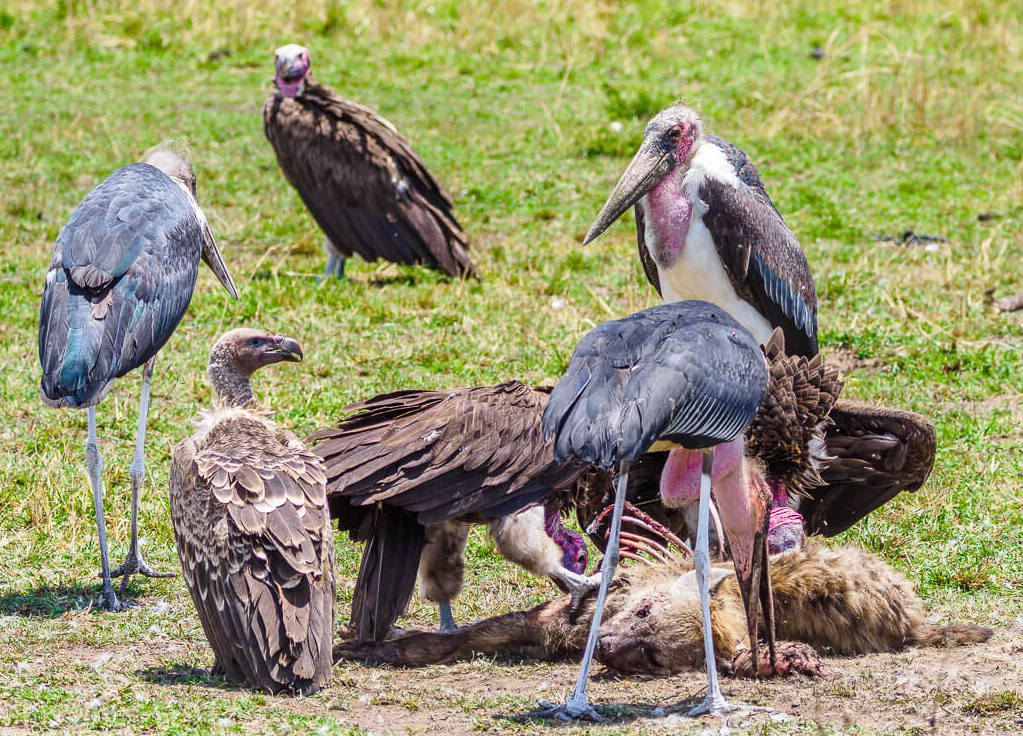
Marabus mit anderen Aasfressern an einem Kadaver

Als Aasfresser benutzt der Marabu seinen äußerst kräftigen, ca. 35 cm langen Schnabel zum Aufbrechen der Bauchdecke verendeter Tiere, um an deren Eingeweide zu kommen. Auch sein nackter Kopf weist ihn, wie auch die Geier, als Aasfresser aus. Federlos lässt er sich leichter von Blut und Fleischresten befreien, die beim Eindringen in Tierleichen haften bleiben und aus hygienischen Gründen entfernt werden müssen. Das Reinigen der Kopffedern fällt den Vögeln naturgemäß schwer. Auch das Flugbild der Marabus erinnert an das von Geiern, da er mit weit ausgebreiteten Schwingen segelnd nach Kadavern Ausschau hält und dabei wie die Geier den Hals einzieht. Marabus siedeln sich bevorzugt in Gegenden an, in denen das Nahrungsaufkommen reichlich ist, und sind deshalb auch häufig in der Nähe menschlicher Siedlungen anzutreffen, wo sie gerne auch die Müllhalden durchsuchen. Daneben ernähren sich Marabus auch von Heuschrecken und anderen Insekten, von den Jungtieren kleiner Säugetiere (z. B. Mungos), von Küken der Flamingos und zudem von den in den schrumpfenden Tümpeln zusammengedrängten Fischen und Amphibien.

## Fortpflanzung

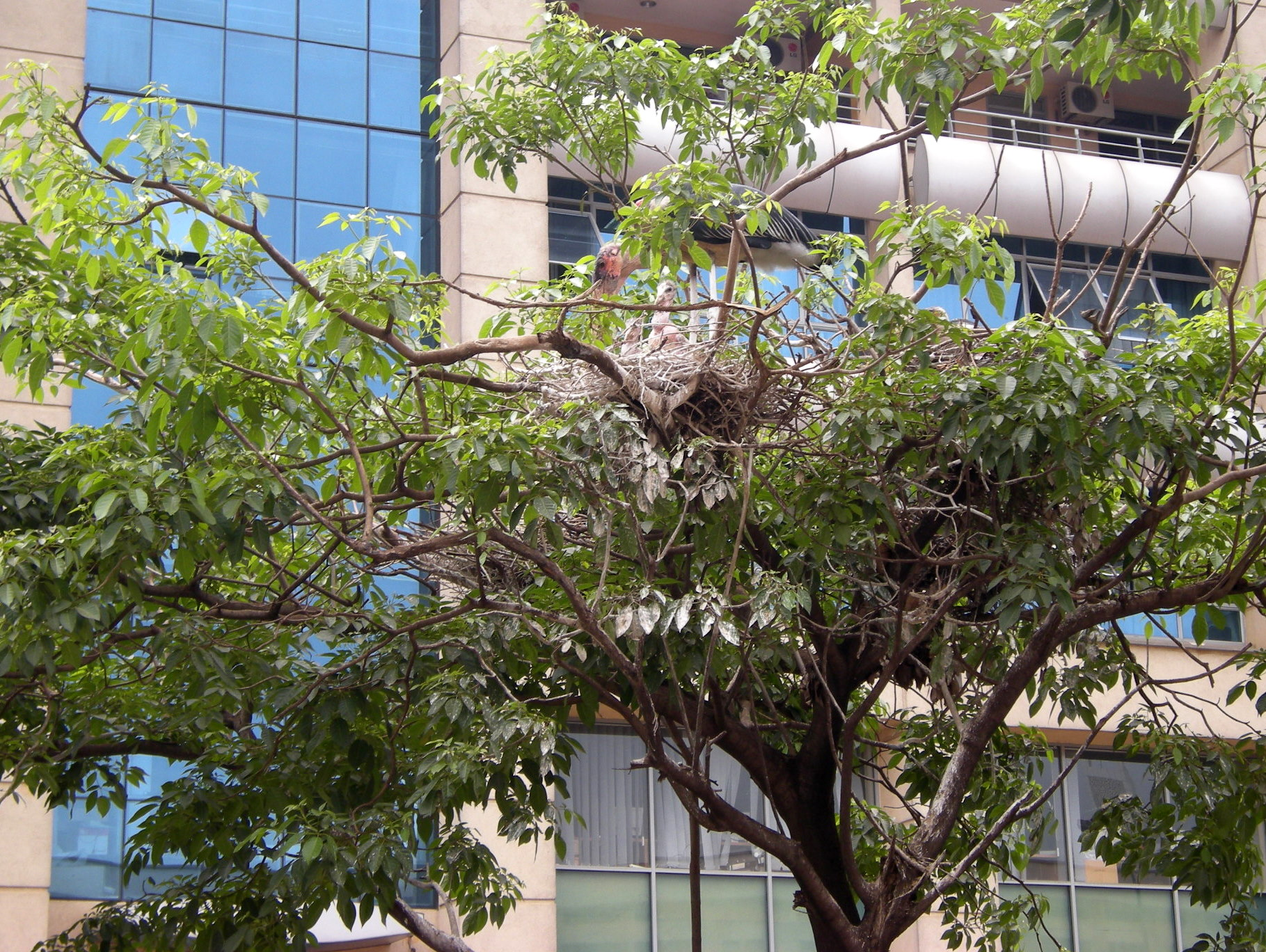
Nistende Marabus in einem Stadtteil in Kampala, Uganda

Da in der Trockenzeit besonders viele Tiere verenden, legen die Marabus ihre zwei bis drei Eier so, dass die Jungen in der Trockenzeit schlüpfen, wenn für Marabus das Nahrungsangebot groß ist. Die Brutkolonien werden auf Bäumen, Felsenklippen oder auch Gebäuden in 10 bis 30 m Höhe angelegt. Die Brutzeit beträgt etwa 30 Tage, wobei beide Elternteile das Gelege bebrüten. Die Jungtiere müssen anschließend etwas mehr als vier Monate von den Eltern versorgt werden.
Ihre Geschlechtsreife erreichen Marabus im Alter von 4 Jahren. In freier Wildnis werden sie durchschnittlich 25 Jahre alt, während sie in Gefangenschaft ein Alter von 41 Jahren erreichen.

## Bestandssituation

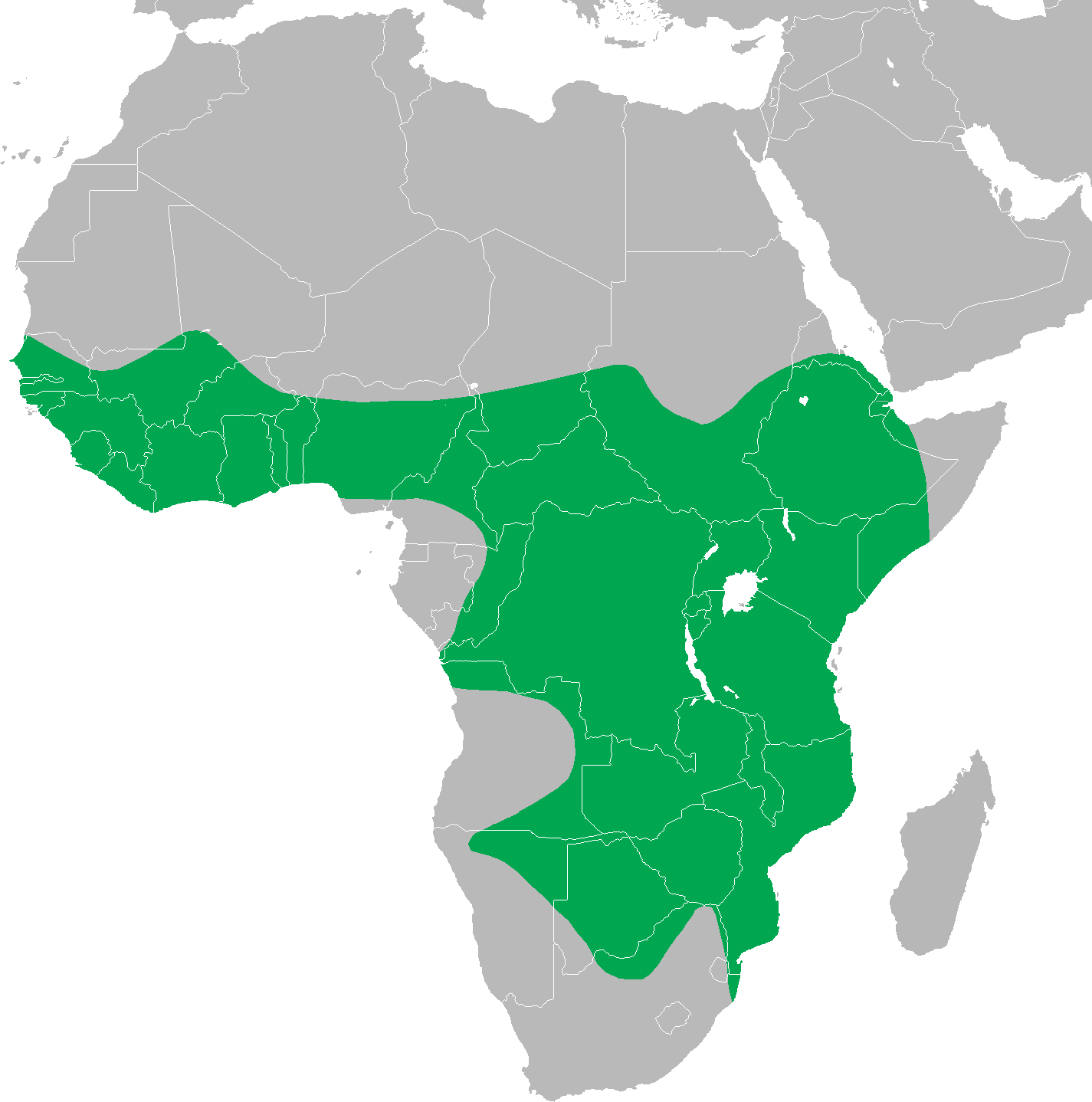
Verbreitungsgebiet Stand 1992

Die Weltnaturschutzunion stuft die Art als nicht gefährdet ein. Der Populationstrend wird sogar als zunehmend eingeschätzt aufgrund der Verfügbarkeit von menschlichem Abfall als weiterer Nahrungsquelle.

## Marabu und Mensch
Da diese Vögel als Aas- und Schädlingsvertilger äußerst nützlich sind, liegt es im Interesse der Menschen, sie vor Verfolgung möglichst gut zu schützen. Ihrer weichen Unterschwanzdecken des Brutgefieders wegen, die in der Modeindustrie und seit jeher in der Kriminalistik Verwendung finden, sind diese Vögel in manchen Gegenden stark bejagt und gefährdet.
Noch heute werden zur Sichtbarmachung eines Fingerabdrucks bei Tatortaufnahmen der Kriminalpolizei diese Federn verwendet. 
Mittels der Federn wird Rußpulver auf den möglichen Spurenträger aufgetragen. Die Federn ermöglichen einen schonenden Auftrag des Pulvers, so dass Rußspuren in den abgedrückten Papillarleisten hängen bleiben.
Der Marabu wird in Nigeria auch für traditionelle Medizin gejagt und gehandelt.

## Taxonomie
Die Art wurde von dem französischen Arzt und Naturforscher René Primevère Lesson 1831 in der Gattung der Eigentlichen Störche als Ciconia crumenifera erstbeschrieben. Sie wurde später in die Gattung Leptoptilos verschoben.

## Einzelbelege
1. ↑   W. Grummt, H. Strehlow (Hrsg.): Zootierhaltung Vögel. Verlag Harri Deutsch, Frankfurt am Main 2009, ISBN 978-3-8171-1636-2. S. 101
2. ↑  Leptoptilos crumeniferus. Animal Diversity Web, abgerufen am 7. Oktober 2022 (englisch).
3. 1 2  Leptoptilos crumenifer (LC) in der Roten Liste gefährdeter Arten der IUCN. Eingestellt von: BirdLife International, 2016. Abgerufen am 7. Oktober 2022.
4. ↑  R.P. Lesson, 1830–1831. Traité d'ornithologie, ou, Tableau méthodique des ordres, sous-ordres, familles, tribus, genres, sous-genres et races d'oiseaux : ouvrage entièrement neuf, formant le catalogue le plus complet des espèces réunies dans les collections publiques de la France. F. G. Levrault, Paris. Vol. 1: pp. i–xxxii, 1–659. BHL: 585.